# Athetis poliostrota
Athetis poliostrota là một loài bướm đêm trong họ Noctuidae.